# Documenta 7
 (juin 2023).
Si vous disposez d'ouvrages ou d'articles de référence ou si vous connaissez des sites web de qualité traitant du thème abordé ici, merci de compléter l'article en donnant les références utiles à sa vérifiabilité et en les liant à la section « Notes et références ».
documenta 7 est une manifestation culturelle qui s'est déroulée du 19 juin au 28 septembre 1982 à Cassel, en Allemagne sous la direction de l'historien de l'art Manfred Schneckenburger.
La septième documenta a rassemblé 182 artistes et a été visitée par 387 381 visiteurs payants.

## Artistes participants
| A                     |                            |                         |                      |                       |
| Marina Abramović      | Carl Andre                 | Siah Armajani           | Richard Artschwager  |                       |
| Vito Acconci          | Giovanni Anselmo           | Armando                 | Michael Asher        |                       |
| Anatol                | Siegfried Anzinger         | Art & Language          |                      |                       |
| B                     |                            |                         |                      |                       |
| Elvira Bach           | Robert Barry               | Joseph Beuys            | Troy Brauntuch       | Alberto Burri         |
| Marco Bagnoli         | Georg Baselitz             | James Biederman         | Marcel Broodthaers   | Scott Burton          |
| Gerrit van Bakel      | Jean-Michel Basquiat       | Dara Birnbaum           | Stanley Brouwn       | Michael Buthe         |
| John Baldessari       | Lothar Baumgarten          | Alighiero e Boetti      | Günter Brus          | James Lee Byars       |
| Miquel Barceló        | Bernd et Hilla Becher      | Jonathan Borofsky       | Daniel Buren         |                       |
| C                     |                            |                         |                      |                       |
| Miriam Cahn           | John Chamberlain           | Sandro Chia             | Francesco Clemente   | Tony Cragg            |
| Loren D. Calaway (de) | Alan Charlton              | Abraham David Christian | William N. Copley    | Enzo Cucchi           |
| D                     |                            |                         |                      |                       |
| Walter Dahn           | Nicola De Maria            | Jiří Georg Dokoupil     | Marlene Dumas        |                       |
| René Daniëls          | Jan Dibbets                | Gino de Dominicis       | Edward Dwurnik       |                       |
| Hanne Darboven        | Martin Disler              | Felix Droese            |                      |                       |
| E                     |                            |                         |                      |                       |
| Ger van Elk           |                            |                         |                      |                       |
| F                     |                            |                         |                      |                       |
| Luciano Fabro         | Stanislav Filko            | Barry Flanagan          | Hamish Fulton        |                       |
| G                     |                            |                         |                      |                       |
| General Idea          | Ludger Gerdes              | Jack Goldstein          | Dan Graham           |                       |
| Isa Genzken           | Gilbert et George          | Ludwig Gosewitz         | Erwin Gross          |                       |
| H                     |                            |                         |                      |                       |
| Hans Haacke           | Frank van Hemert           | Albert Hien             | Hans van Hoek        | Rebecca Horn          |
| Keith Haring          | J.C.J. van der Heyden      | Antonius Höckelmann     | Jenny Holzer         |                       |
| I                     |                            |                         |                      |                       |
| Jörg Immendorff       |                            |                         |                      |                       |
| J                     |                            |                         |                      |                       |
| Joan Jonas            | Donald Judd                |                         |                      |                       |
| K                     |                            |                         |                      |                       |
| On Kawara             | Per Kirkeby                | John Knight             | Joseph Kosuth        | Barbara Kruger        |
| Anselm Kiefer         | Pierre Klossowski          | Imi Knoebel             | Jannis Kounellis     |                       |
| L                     |                            |                         |                      |                       |
| Wolfgang Laib         | Barry Le Va                | Sol LeWitt              | Richard Paul Lohse   | Markus Lüpertz        |
| Maria Lassnig         | Bernhard Leitner           | Christian Lindow        | Richard Long         |                       |
| Bertrand Lavier       | Sherrie Levine             | Guido Lippens           | Robert Longo         |                       |
| M                     |                            |                         |                      |                       |
| Luigi Mainolfi        | Carlo Maria Mariani        | Gerhard Merz            | Klaus Mettig         |                       |
| Robert Mangold        | Stephen McKenna            | Mario Merz              | Matt Mullican        |                       |
| Robert Mapplethorpe   | Bruce McLean               | Marisa Merz             |                      |                       |
| N                     |                            |                         |                      |                       |
| Bruce Nauman          | Hermann Nitsch             | John Nixon              | Maria Nordman        |                       |
| O                     |                            |                         |                      |                       |
| Oswald Oberhuber      | Claes Oldenburg            | Meret Oppenheim         | Eric Orr             |                       |
| P                     |                            |                         |                      |                       |
| Mimmo Paladino        | Giulio Paolini             | Giuseppe Penone         | Sigmar Polke         |                       |
| Brett De Palma        | A. R. Penck (Ralf Winkler) | Michelangelo Pistoletto | Norbert Prangenberg  |                       |
| Q                     |                            |                         |                      |                       |
| Lee Quinones          |                            |                         |                      |                       |
| R                     |                            |                         |                      |                       |
| David Rabinowitch     | Roland Reiss               | Martha Rosler           | Reiner Ruthenbeck    |                       |
| Markus Raetz          | Gerhard Richter            | Ed Ruscha (Edward)      | Ulrich Rückriem      |                       |
| Arnulf Rainer         | Judy Rifka                 | Claude Rutault          | Robert Ryman         |                       |
| S                     |                            |                         |                      |                       |
| David Salle           | Julião Sarmento            | Jean-Frédéric Schnyder  | Cindy Sherman        | Peter Struycken       |
| Salomé                | Klaudia Schifferle         | Horst Schuler           | Katharina Sieverding | Hans-Jürgen Syberberg |
| Remo Salvadori        | Barbara Schmidt-Heins      | Richard Serra           | Ettore Spalletti     |                       |
| Sarkis                | Gabriele Schmidt-Heins     | Joel Shapiro            | Klaus Staeck         |                       |
| T                     |                            |                         |                      |                       |
| Volker Tannert        | Imants Tillers             | Richard Tuttle          |                      |                       |
| Signe Theill          | Niele Toroni               | Cy Twombly              |                      |                       |
| U                     |                            |                         |                      |                       |
| Ulay                  |                            |                         |                      |                       |
| V                     |                            |                         |                      |                       |
| Emilio Vedova         | Toon Verhoef               | Jean-Luc Vilmouth       | Antonio Violetta     |                       |
| W                     |                            |                         |                      |                       |
| Jeff Wall             | Andy Warhol                | Boyd Webb               | Ian Wilson           |                       |
| Franz Erhard Walther  | Isolde Wawrin              | Lawrence Weiner         |                      |                       |
| Z                     |                            |                         |                      |                       |
| Rémy Zaugg            | Michele Zaza               |                         |                      |                       |